# حرارة (قرية)
قرية حرارة هي إحدى القرى التابعة لمركز حوش عيسى في محافظة البحيرة في جمهورية مصر العربية. حسب إحصاءات سنة 2006، بلغ إجمالي السكان في حرارة 19405 نسمة، منهم 9721 رجل و9684 امرأة.